# Juan Pablo Biondi
Juan Pablo María Biondi Scotto (Buenos Aires, 1 de julio de 1972) es un periodista, conocedor de comunicación política e institucional argentino, que ocupó el cargo de Secretario de Comunicación y Prensa de la Presidencia de la Nación Argentina desde el 10 de diciembre de 2019 hasta el 18 de septiembre de 2021, durante la presidencia de Alberto Fernández.
Biondi trabajó como prensa en diversas dependencias públicas, entre las que se encuentran la Legislatura porteña, la Administración Nacional de Aviación Civil (ANAC) y el Ministerio de Seguridad bonaerense. En 2007 participó de la campaña a jefe de Gobierno de la ciudad de Buenos Aires de Daniel Filmus, donde conoció a Alberto Fernández. Cuando éste renunció a la jefatura de gabinete, Biondi lo acompañó a la consultora que armó en avenida Callao.
El 10 de diciembre de 2019 fue designado por el presidente Alberto Fernández como Secretario de Comunicación y Prensa. El 17 de septiembre de 2021, tras su mención en un mensaje público de la vicepresidenta Cristina Fernández de Kirchner, presentó su renuncia indeclinable al cargo, como consecuencia de una filtración de fotografías vinculada a  su relación sentimental.